# Эрл Мартов
Эрл(а) Мартов (псевдоним; настоящее имя — Андрей Эдмондович Бугон; 1871 — до 1911) — русский поэт-символист.

## Биография
Андрей Эдмондович Бугон родился 31 декабря 1870 (11 января 1871) в Москве в семье бельгийского подданного и русской женщины. Окончил 5-ю московскую гимназию. В 1888 году поступил на Медицинский факультет Московского университета, в 1891 году перешёл на естественное отделение Физико-математического факультета, однако и здесь, «по семейным обстоятельствам», проучился только до конца года. В 1898 году окончил Демидовский юридический лицей.
Чтобы поступить на государственную службу, принял русское подданство. В 1901—1902 годах работал в прокурорском надзоре Московского окружного суда, затем был репортёром городской хроники газеты «Русский листок».
В 1894—1895 годах печатал под псевдонимом Эрл Мартов стихи во втором и третьем сборниках «Русские символисты» Валерия Брюсова (В. А. Маслова).

## Сочинения
- Стихотворения Дарова, Бронина, Мартова, Миропольского, Новича и др // Русские символисты. — М.: В. А. Маслов, 1894. — Вып. 2. — 52 с.